# Kairos

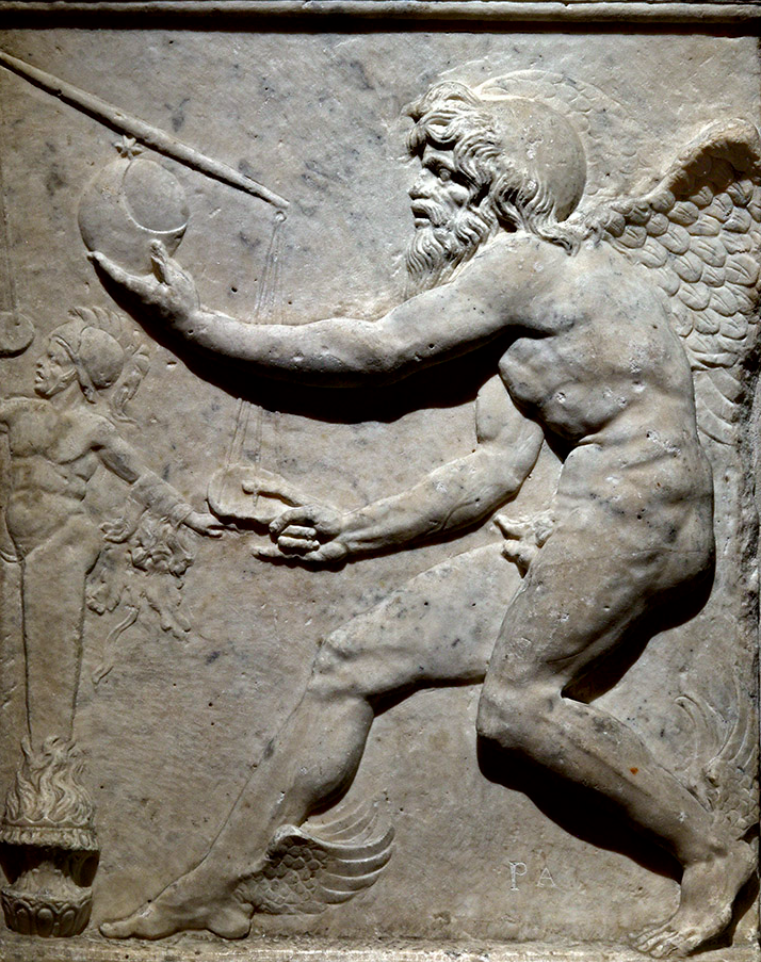

Kairos – (latinsky Caerus) je v řecké mytologii bůh příznivého okamžiku; nejmladší syn nejvyššího boha Dia, matka není známa. Mnoho zmínek o něm v mytologii k nalezení není, ale jako bůh příznivé příležitosti a nejpříhodnějšího okamžiku patří svým polem působnosti k nejzajímavějším.
Obecně výraz „kairos“ označuje „ve správný čas na správném místě“. Personifikací času a jeho plynutí je bůh Chronos.

## Zpodobnění
Jeho socha prý[zdroj?] často bývala vystavena v zápasnických školách. Byl zobrazen jako spěchající mladý muž s okřídlenými kotníky a charakteristickou hlavou – vzadu vlasy krátce ostříhané, na čele však s dlouhou kadeří, což v přeneseném významu znamenalo, že „příležitost se musí chytit za pačesy: zaváháš-li nebo jsi-li pomalý, už ji nechytíš.“
Další jeho zpodobení je „Kairos, letící na kouli kolem lidí“,[zdroj?] okřídlené kotníky, rovnováhu udržující na břitvě. To všechno symbolizuje rychlost pomíjení příhodného okamžiku.

### Odraz v umění
- Nejznámější je bronzová socha Lisyppova ze 4. stol. př. n. l., která snad stála nejprve v Sikyónu, později v Konstantinopoli. Jiné sochy tohoto autora nebo kopie jeho děl je možné vidět ve Splitu, Turínu nebo v Torcellu.

## Použití slova v moderní době
Papež Jan Pavel II. označil rok 1989 a jeho obrovské události ve východní Evropě jako kairos 1989 s významnými politickými a společenskými událostmi a důsledky.
V roce 1998 označila skupinka českých katolických intelektuálů názvem Kairos 98 iniciativu, která se snažila upozorňovat na problémová témata římskokatolické církve.